# Уліла
У́ліла (ест. Ulila alevik) — селище в Естонії, у волості Елва повіту Тартумаа.

## Населення
Чисельність населення на 31 грудня 2011 року становила 266 осіб.

## Історія
До 24 жовтня 2017 року селище входило до складу волості Пуг'я.